# Ruth Wilhelmine Meyer

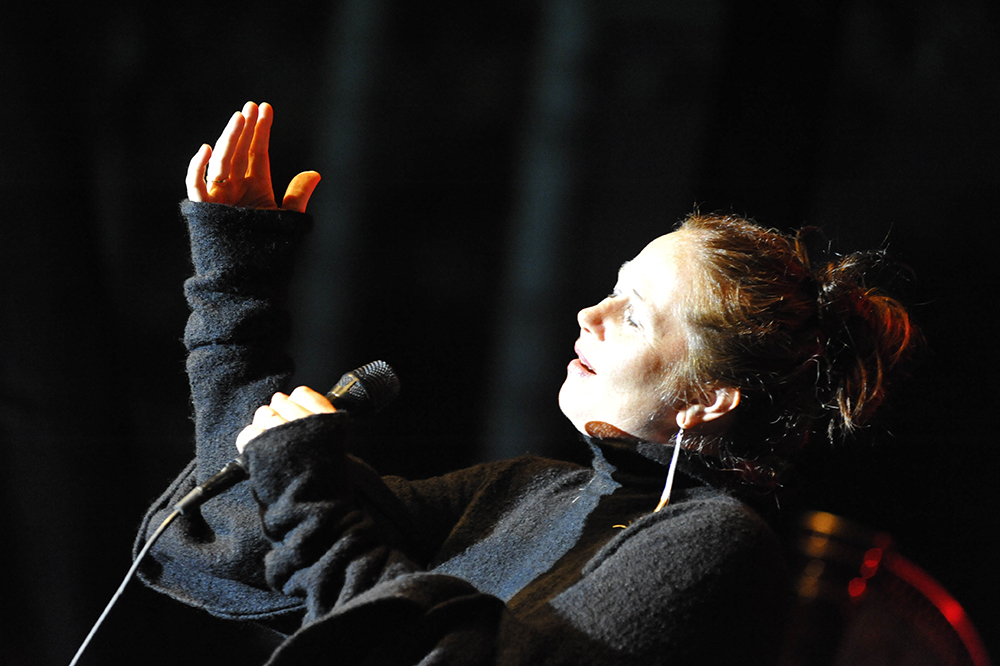
Ruth Wilhelmine Meyer (2010)

Ruth Wilhelmine Meyer (* 8. Februar 1961 in Tromsø) ist eine norwegische Vokalistin, Komponistin und Klangkünstlerin, die genreübergreifend tätig ist. Sie ist bekannt für ihren Stimmumfang, der mehr als sechs Oktaven umfasst.

## Leben und Wirken
Meyer wuchs in Vinje in Telemark auf. Sie studierte zunächst Schulmusik an der Grieg-Akademie; 1992 schloss sie ihre Gesangsausbildung am Mozarteum in Salzburg ab.
Im selben Jahr begann Meyer ihre Karriere als Sängerin in Det Norske Solistkor („Norwegischen Solistenchor“) unter der Leitung von Grete Pedersen. Mit der Joikerin Elfi Sverdrup und dem aus dem Jazz kommenden Tubisten Lars Andreas Haug arbeitete sie im Trio; 2001 entstand das Album Akku. Seit der Jahrtausendwende wurde sie an weiteren Projekten beteiligt, etwa von Agnes Buen Garnås oder Jørn Simen Øverli. Des Weiteren holte Grzech Piotriowski Meyer als Gesangssolistin in sein World Orchestra, mit dem sie auf internationalen Tourneen war und zwei Alben vorlegte.
Meyer arbeitet inspiriert von ethnischen Vokalklängen, norwegischer Volksmusik, klassischer Gesangstradition und erweiterten Stimmtechniken aus der Neuen Musik und dem Jazz. In ihren Projekten wirkt sie zusammen mit Instrumentalisten und Sängern aus verschiedenen Genres bzw. Traditionen. Dabei beschäftigte sie sich intensiv mit den nonverbalen, vorsprachlichen Klängen. („Für mich hieß und heißt es: Ein paar Jahre lang Vokalkonzerte vermeiden, viel Einsamkeit, Tausende Stunden allein im Übungsraum.“) Unter anderem mit Hilfe von Körpertechniken hat sie ihren Stimmumfang erweitert. Mit ihrer variantenreichen Stimme ist ihr Gesang  „erfüllt von einem Arsenal an Emotionen“.
Seit 2010 entwickelte Meyer eigene Projekte, die häufig eine literarische Grundlage haben. Beispielsweise behandelt ihr Album Memnon. Soundportraits of Ibsen characters (2012) mit Helge Lien eine klangliche Interpretation zentraler Frauenrollen in den Werken von Henrik Ibsen;  dabei reflektiert sie die Gefühle, Erregtheiten und Atmosphären mit ihrer Stimme, „die vom betörenden Vibrato oder furchterregenden Knurren bis zum samtigen Schnurren alles drauf hat, … äußerst wirkungsvoll.“ Sie war die Sängerin und Co-Komponistin des Theaterstücks Olavs draumar (2013) von Jon Fosse. In der Oper Is-slottet (2014) von Magnar Åm, die auf dem Roman von Tarjei Vesaas basiert, hatte sie eine eigens geschriebene Gesangsrolle. Das Album Stein til Stein (2014), zusammen mit Anne Marit Jacobsen und Helge Lien, basiert auf Gedichten von Jon Fosse.

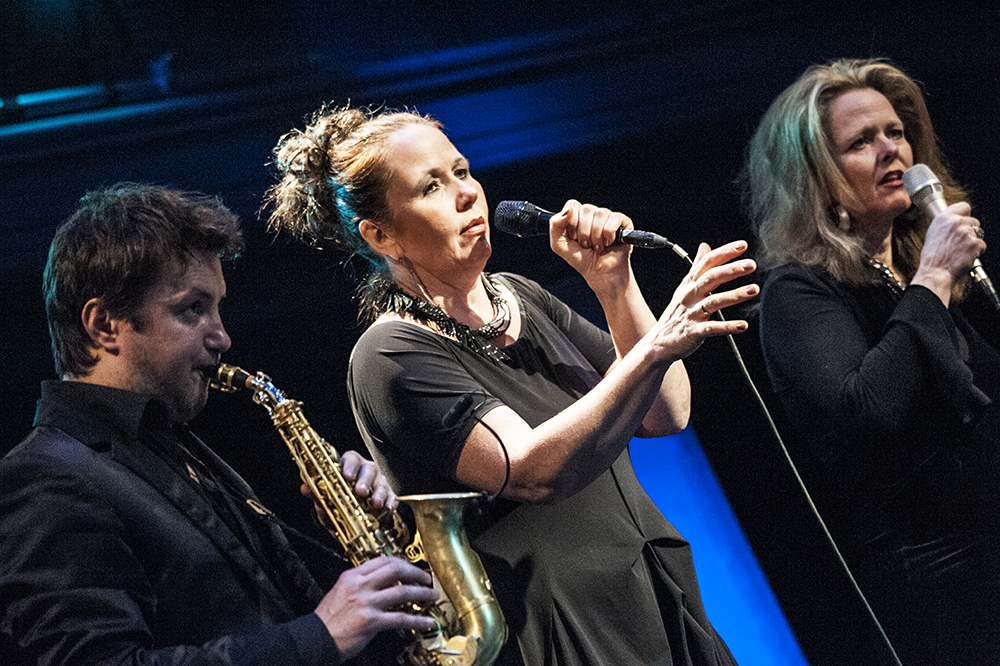
Ruth Wilhelmine Meyer (mit Grzech Piotrowski, l., und Elfi Sverdrup ,r., 2011)

2018 veröffentlichte Meyer das Album Vox humana, ein Duo-Projekt für Stimme und Orgel mit dem Komponisten und Organisten Nils Henrik Asheim. Mit dem Perkussionisten Terje Isungset, der hier weitgehend auf Äste, Steine und anderes Naturmaterial zurückgriff, schuf sie Klangbiotoper (2018) ihre erste selbst komponierte Produktion, die weitgehend ohne „die Wucht ihrer Stimmgewalt“ auskommt und in der sie Nonverbales und imaginäre Folklore darbot. Im Jahr 2019 erhielt sie hierfür den Edvard-Pris in der Kategorie „Herausforderungen“. Das Werk Haugebonden wurde für das Telemark Festival 2019 in Auftrag gegeben und zudem beim ULTIMA Oslo Contemporary Music Festival im selben Jahr aufgeführt. 2024 erschien ihr Soloalbum One Voices, das in Echtzeit ohne weitere Bearbeitung entstand.
Mehrere Komponisten haben für Meyer Werke verfasst, so Synne Skouen mit O Vilhelm Vilhelm – Strykekvartett+1 (2007) sowie R´Arier for en kjole (2009) oder Marcus Paus mit Novelleviser. Steffen Schorns Oper über Camille Claudel, die 2022 in München und anschließend in Nürnberg aufgeführt wurde, wurde ebenfalls für sie komponiert.
Meyer komponierte Werke für Josefine Visescene, das Oslo International Poetry Festival sowie das Werk ethnOpera, das 2017 in Warschau, Stavanger und Narvik aufgeführt wurde. Ihre Musik wurde für Filme, Musikdramen und Klanginstallationen verwendet. Außerdem ist sie Dozentin für Gesang an der Norwegischen Theaterakademie und lehrt an der Ole Bull Akademie.